# Alexander Guem
Alexander Guem (* 6. März 1977 in Feldkirch) ist ein ehemaliger österreichischer Fußballspieler, der heute als Fußballtrainer tätig ist.

## Leben und Karriere
Der Vorarlberger begann seine Karriere im Sommer 1983 in der Jugend des SK Brederis und durchlief hier sämtliche Nachwuchsspielklassen, ehe er in den frühen 1990er Jahren in der Herrenmannschaft eingesetzt wurde. Nachdem er bis 1997 in ebendieser Mannschaft aktiv gewesen war, wechselte er im Sommer 1997 zum SCR Altach und war dort in den folgenden vier Spielzeiten aktiv. Danach spielte er von Sommer 2001 bis Sommer 2003 beim SC Austria Lustenau, ehe er erneut zum SCR Altach in die Regionalliga West wechselte. Mit den Altachern stieg er 2003 und 2006 zwei Mal auf und spielt ab 2006 in der höchsten Spielklasse Österreichs, der Bundesliga. Guem galt als eine zuverlässige Stammkraft der Ländlekicker. Sein Debüt in der Bundesliga gab Guem am 19. Juli 2006 gegen den SV Pasching. In den Jahren 2007, 2008 und 2009 wurde Guem zu Vorarlbergs Fußballer des Jahres gewählt. Bis zur Saison 2011/12 ließ er seine Karriere beim SCR Altach ausklingen und gehörte in der Saison 2013/14 noch dem Fünftligisten TSV Altenstadt an. Bei diesem trat er in dieser Zeit auch als Co-Trainer der Herrenmannschaft in Erscheinung; bereits in der Spielzeit davor hatte er die Jugend des Klubs trainiert. Seine Trainerlaufbahn setzte er ab dem Sommer 2015 in der Jugend des SCR Altach fort, nachdem er 2014/15 die UEFA-B-Trainerlizenz erhalten hatte. Des Weiteren ist Guem sportlicher Leiter der zweiten Mannschaft der Altacher und ist zudem seit dem 2009 ein Mitglied der 80-Jahre-Elf des Vereins.